# Herstedøster
Herstedøster er en bydel i Storkøbenhavn, beliggende i den nordlige del af Albertslund Kommune ca. 15 km vest for København Centrum. Mens kommunen har 28.117 indbyggere  (2025), har bydelen ca. 310 indbyggere fordelt på 110 husstande [kilde mangler], hvilket gør den til en af de større landsbyagtige bydele på Vestegnen. Oprindeligt var Herstedøster en landsby.
Landsbyen er kendt for sine mange velbevarede landsbyhuse og er med sin beliggenhed direkte op til Vestskoven et af de mest eftertragtede bydele i Hovedstadsområdet.

Gennem de seneste år er flere huse i Herstedøster Landsby blevet præmieret som "Årets hus" [kilde mangler]. I forsamlingshuset arrangerers der 6-8 gange årligt fællesspisninger for alle beboere i landsbydelen. Disse arrangementer besøges typisk af over 100 beboere. Herstedøster Forsamlingshus er opført i 1959 af landsbyens borgere  og anvendes fortsat aktivt af bydelens borgere til sociale aktiviteter.
Endvidere er Herstedøster meget aktiv på miljøområdet og har med sin egen miljøhandlingsplan for området fokus på reduktion af energiforbrug og bevarelse af dyrelivet i landsbyen. Herstedøster Landsby er i 2009 blevet tildelt Albertslund kommunes Miljøinitiativpris.
Landsbypræget i Herstedøster er på mange området bevaret. Herstedøster Landsby har således udover forsamlingshuset som drives af landsbyens beboere tillige eget vandværk, en seniorklub, et hestelaug, petanqueklub, seniorklub samt løbeklub. I forsamlingshuset afholdes ligeledes ugentlig dansekurser i argentinsk tango for byens borgere ligesom der danses zumba.
Herstedøster Vandværk er ca. 150 år gammelt og hører til blandt de mindste vandværker i Danmark, der forsat er i drift med en årlig oppumpet vandmængde på 13.000 m³.
I Herstedøster Landsby ligger Herstedøsterstræde, der med sine to ejendomme og en vejlængde på 52 meter er Danmarks korteste grusvej.[kilde mangler] I byen findes endvidere en del kulturattraktioner bl.a. gallerierne Atelier Stalden, Galleri Cath & Co og Galleri-Bagatel, sidstnævnte med café og bed and breakfast.

## Etymologi
De ældste autentiske betegnelser for landsbyen er fra 1263; navnet staves da Hæræstath. Senere finder man varianter som f.eks. Herstetheöstræ (1355) og Herstædhe (1486).

## Historie
Herstedøster var oprindelig en landsby. I 1682 bestod den af 15 gårde og 13 huse uden jord. Det samlede dyrkede areal udgjorde 256,8 tønder land skyldsat til 67,25 tdr hartkorn. Dyrkningsformen var trevangsbrug.

### Historiske huse
- Herstedøster KirkeHerstedøster landsby”Rundskuehuset” på Herstedøster Kirkestræde 4 er fra ca. 1810 og var hovedgevinsten på Rundskuedagen i 1942. I dag er det privatbolig. Det har også været bymuseum med gamle ting fra landsbyen og egnen.

## Kendte personer fra Herstedøster
- Billy Sjur Ohlsen
- Jørgen Kjeldergaard